# John Brandon
John Brandon (1951-2007) was een Nederlands kunstenaar.
Het bekendste werk van Brandon staat in de Nederlandse plaats Overloon. Op 29 mei 1996 onthulde minister Borst in Oorlogsmuseum Overloon een monument voor de Nederlandse dwangarbeiders in de Tweede Wereldoorlog. Het monument bestaat uit vijf bronzen beelden van mannen zonder armen, symbool voor onmacht en afhankelijkheid.

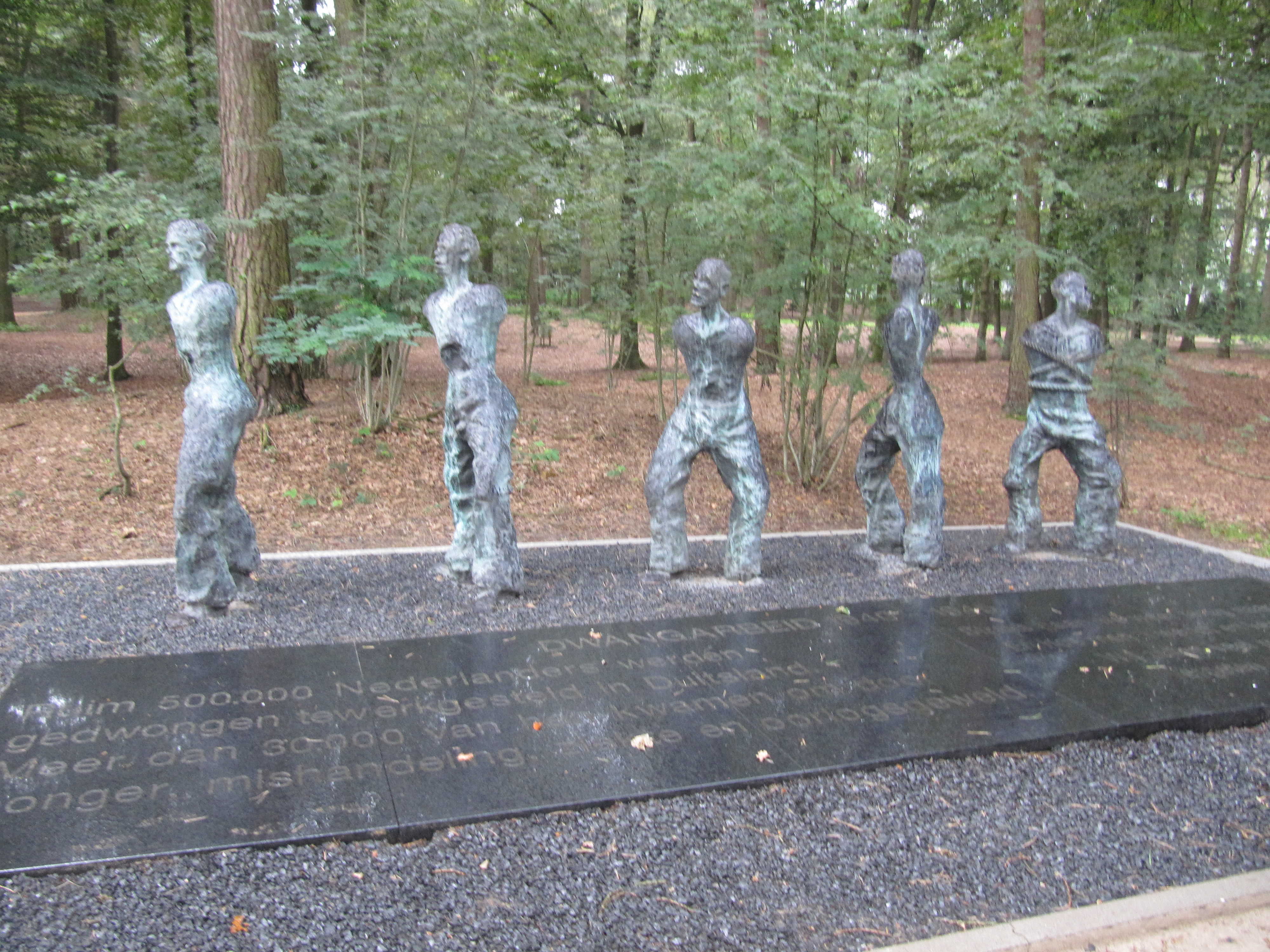